# Gerrhonotus farri
Espèce
Gerrhonotus farri est une espèce de sauriens de la famille des Anguidae.

## Répartition
Cette espèce est endémique du Tamaulipas au Mexique. 

## Étymologie
Cette espèce est nommée en l'honneur de William L. Farr. 

## Publication originale
- Bryson & Graham, 2010 : A new alligator lizard from northeastern Mexico. Herpetologica, vol. 66, no 1, p. 92-98.